# 黑嘴金喉蜂鸟
黑嘴金喉蜂鸟（学名：Polytmus milleri），是雨燕目蜂鸟科的一种鸟类。
黑嘴金喉蜂鸟体重约4.1克，翼长约64.2毫米，嘴峰长约25.4毫米，喙宽度约2.1毫米，喙厚度约2.6毫米，跗蹠长约5.1毫米，尾长约40.5毫米。黑嘴金喉蜂鸟在其分布区内为留鸟，其栖息在半开放的高大树木组成的森林中，食性为草食性，主要食物来源是植物的花蜜。
黑嘴金喉蜂鸟分布于委内瑞拉南部和邻近的巴西。该物种是单型物种，没有亚种分化。